# Берлинер Шпортпаласт
Берлинер Шпортпаласт (на немски: Berliner Sportpalast – „спортен дворец“) е бивш многофункционален зимен дворец на спорта и заседателна зала в квартал Шьонеберг на Берлин.
Построен е през 1910 г. и е разрушен през 1973 г. Използван е за няколко зимни спортни събития и за представителни срещи. В зависимост от вида събитие и разположението на местата Шпортпаласт е имал възможността да побере до 14 000 души. Години наред Шпортпаласт е най-голямата конферентна зала в германската столица.
Берлинер Шпортпаласт е известен с речите на Адолф Хитлер и заседанията, проведени в него по време на Третия райх. Запомнена е в историята заради 18 февруари 1943 г., когато Йозеф Гьобелс произнася прочутата Реч в Шпортпаласт, призовавайки за тотална война.